# Zanguebar
Zanguebar es el nombre dado hasta la primera mitad del siglo XX a las costas africanas orientales en el océano Índico, hoy casi en su totalidad correspondientes a Kenia, Tanzania y el norte de Mozambique.

## El Zanguebar antes delsigloXX
La costa del Zanguebar o de los Zanj, latinizadamente Zingium, forma parte del conjunto de las antiguas denominaciones de la costa de África Oriental que se encuentra hoy repartida entre el extremo noreste de Mozambique (la costa de los Macondo), la actual costa de Tanzania y sus islas, la costa de Kenia y la costa de Somalia al sur del río Juba. Debido a la lingua franca usada actualmente en la región también se le denomina a veces Costa Suajili o Costa Zwahili. Más exactamente, esta zona se ha entendido como la costa africana a lo largo del océano Índico ubicada entre la costa de Ajan al norte y la de Malinda al sur, o dicho de otro modo: entre los 5° N y 11° S. El primitivo topónimo Zenj o Zanj que dio origen al de Zanguebar es el de un nombre local de esta región en árabe y en suajili. El nombre europeo Zingium fue la latinización del término persa transliterado al árabe como Zang (tierra de negros), mientras que el nombre Zanguebar pasó a significar a las costas que pertenecieron al Sultanato de Zanzíbar, nombres actualmente caídos en desuso, aunque persiste la isla de Zanzíbar.
Esta costa es la típica de la cultura suajili, la cual por siglos ha estado sometida al Sultanato de Omán y la han distinguido los pequeños estados de Magadoxo, Malinda, Zanzíbar, Kilwa, etc.
El Zanguebar surge como noción geográfica aproximadamente en el siglo VIII, cuando se establece un corredor marítimo comercial entre el Medio Oriente y el África Oriental. Tal circuito comercial, llamado "Corredor Suajili", extraía del continente africano esclavos, oro, marfil, diamantes, cuernos de rinoceronte, pieles, coral, plumas etc. Entre el siglo IX y el siglo X se acentuó la presencia árabe, la cual ha dejado un fuerte influjo cultural, especialmente en lo religioso y en lo lingüístico. En el siglo XVI los árabes fueron desplazados por los portugueses. En la segunda mitad del siglo XVIII el Zanguebar fue controlado por el Emirato de Mascate, dominio con el cual se acentuó el tráfico de esclavos africanos. En 1840 el sultán Sayyid Saíd trasladó su capital a Zanzíbar, luego el poder sobre este territorio pasó al Sultanato de Zanzíbar, hasta que a finales del siglo XIX el Zanguebar fue repartido entre el Imperio colonial alemán y los británicos. Los alemanes se apropiaron del sector meridional (costas de Tanganica) y los ingleses de la isla de Zanzíbar y del sector septentrional del Zanguebar (costas de la actual Kenia).

## SigloXX
Durante la Primera Guerra Mundial todo el territorio en cuestión pasó a ser colonia británica (pese a que a Italia se le otorgó un pequeño sector de la Somalia al sur de Juba y a Portugal la costa del puerto de Malinda o Malinde hoy llamado Malindi) y es en ese período que deja de usarse el topónimo Zanguebar.

## Principales puertos
Los principales puertos a lo largo del Zanguebar son:
- Bagamoyo
- Dar es Salaam (que en idioma árabe significa: Casa de la Paz) / Mzizima
- Malindi, Malinde o Malinda;
- Pangani
- Quelimane
- Sofala
- Tanga

Archipiélagos extracosteros asociados al Zanguebar:
- Islas Bajun
- Comores
- Archipiélago de Lamu
- Islas de Mombasa
- Islas de Mozambique
- Islas de Quirimba
- Archipiélago de Zanzíbar